# Moneda de 4 reales venezolanos de 1820

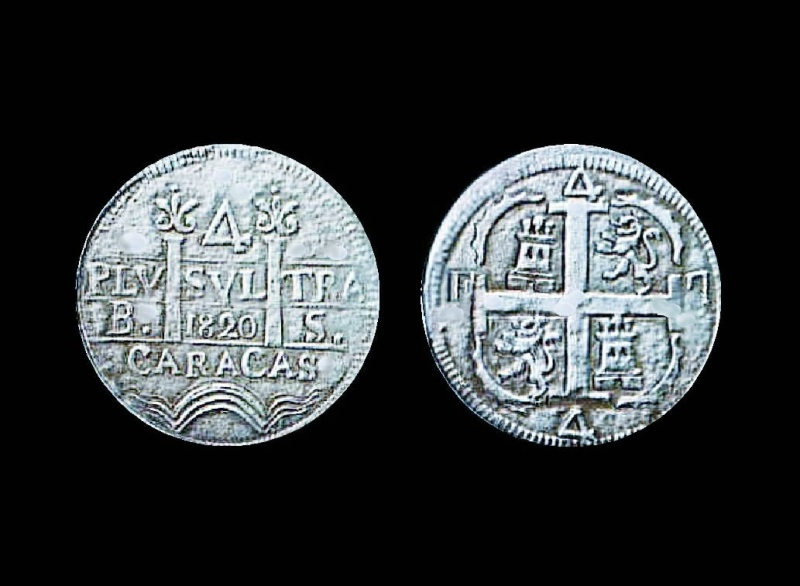
Moneda de 4 Reales de 1820.

Moneda de 4 Reales de 1820 conocida popularmente esta moneda como Tostón. Esta moneda fue acuñada en la Provincia de Caracas por los ejércitos realistas en los años de 1819 y 1820.
Existe una variante en el reverso de las mismas y consiste en la posición de los leones y castillo en los cuadrante de la cruz.

## Descripción de la moneda
- Característica generales: forma circular, canto liso.
- Anverso: gráfila dentada sin ribete. Dos pilares de Hércules con capiteles en la parte superior, ambos cortados por tres líneas horizontales que proveen tres filas para leyendas en tres partes. En el centro de la primera línea aparece "4", en la segunda fila aparece en letras mayúsculas "PLV", "SVL" y "TRA"; en la tercera fila aparece "B.", año y "S." (B.S. son las siglas del ensayador Bartolomé Salinas). En la parte inferior aparece "CARACAS" y debajo varias líneas onduladas que representan el mar.[1]
- Reverso: gráfila dentada sin ribete. Alegoría al Escudo Español creada por una cruz formada por potenzas de Jerusalén, donde castillos y leones aparecen alternadamente en cada cuadrante, y cada cuadrante está cerrada por unos arcos. A la izquierda y derecha de la cruz, aparecen en letras mayúsculas "F" y "7", simbolizando a Fernando Séptimo. Arriba y abajo de la cruz aparecen "4"[1]

### Medidas y característica
- Composición: plata
- Diámetro: 30 000 - 32 000 mm
- Peso: 9,5000 - 10,3000 g